# Салара
Салара (итал. Salara) — коммуна в Италии, располагается в провинции Ровиго области Венеция.
Население составляет 1196 человек (2008 г.), плотность населения составляет 84 чел./км². Занимает площадь 14 км². Почтовый индекс — 45030. Телефонный код — 0425.
Покровителем населённого пункта считается святой Валентин Интерамнский, празднование 14 февраля.

## Демография
Динамика населения:

## Администрация коммуны
- Официальный сайт: http://www.salara.info/ Архивная копия от 14 июня 2013 на Wayback Machine